# Bežmeka ston
Bežmeka ston ili Gažul je sekundarno, pastirsko naselje na Vidovoj gori na otoku Braču. Predstavlja zaštićeno kulturno dobro.

## Opis dobra
Stočarske (pastirske) nastambe „Bežmek stan“ smještene su na predjelu Podgažul južno od državne ceste D113, na oko pola puta od Nerežišća do Pražnica. To je sklop gospodarskih kamenih prizemnica s dvorovima, zagonima-torovima, krušnom peći, gustirnom s kamenom krunom i ograđenom lokvom. Šest prizemnica ovog ruralnog sklopa pokriveno je kamenom pločom, a nastambe je podigla obitelj Gospodnetić „Bežmek“ iz Dola tijekom 19. st. Gažul je u izvornom okružju bračkih pastirskih stanova na bračkoj visoravni. Do Gažula se stiže makadamskom cestom koja se spaja s asfaltiranom cestom za istočnu stranu otoka nedaleko od skretanja za Vidovu goru. Poslije skretanja se parkira i nastavi pješice kroz šumu česvine i stiže do pastirskih nastamba. Zimi je selo napušteno. Ljeti se organizira stočni sajam koji privlači lokalce i turiste. Stotinjak metara istočno od nastamba je planinarska kuća Gažul, na 574 mnv.

## Zaštita
Pod oznakom Z-7144 zaveden je kao nepokretno kulturno dobro - kulturno-povijesna cjelina, pravna statusa zaštićena kulturnog dobra, klasificirano kao "ruralna cjelina".